# Vema ewingi
Vema ewingi is een Monoplacophorasoort uit de familie van de Neopilinidae. De wetenschappelijke naam van de soort is voor het eerst geldig gepubliceerd in 1959 door Clarke & Menzies.